# Dan Harrigan
Daniel Lee Harrigan, detto Dan (South Bend, 29 ottobre 1955) è un ex nuotatore statunitense.

## Carriera
Fortemente specializzato nel dorso, vinse la medaglia di bronzo sulla distanza dei 200m alle Olimpiadi di Montréal 1976.

## Palmarès
- Giochi olimpici estivi

Montréal 1976: bronzo nei 200m dorso.
- Giochi Panamericani

Città del Messico 1975: oro nei 200m dorso